# Eisaku Satō
Eisaku Satō (jap. 佐藤榮作; Tabuse, Japan, 27. ožujka 1901. – Tokio, Japan, 3. lipnja 1975.) bio je japanski političar i premijer. 
Satō je japanski premijer s najdužim stažom do 2020., kada je Shinzo Abe oborio njegov rekord.
Godine 1974. Eisaku Satō i Seán MacBride dobili su Nobelovu nagradu za mir kao priznanje za pristupanje Japana Ugovoru o neširenju nuklearnog oružja.
Satō je studirao njemačko pravo na Sveučilištu u Tokiju. Godine 1923. položio je ispit za državnu službu, a sljedeće godine postao je državni službenik u japanskom ministarstvu željeznica.
Satō se oženio s Hiroko, kćerkom diplomata Yosukea Matsuoke, 1926. godine. Zajedno su imali dva sina, Ryutarōa i Shinjija.
Bio je direktor Željezničkog ureda u Osaki od 1944. do 1946., te zamjenik ministra prometa od 1947. do 1948.
U srpnju 1951. izabran je za ministra pošte i telekomunikacija, na toj funkciji bio je do srpnja 1952. godine. Tijekom godina, Satō se polako uzdizao u političkom rangu.
Nakon što se Liberalna stranka spojila s Japanskom demokratskom strankom i formirala Liberalno-demokratsku stranku, Satō je izabran za predsjednika ove stranke. Na toj je poziciji bio od prosinca 1957. do lipnja 1958. Postao je ministar financija u kabinetu svog brata Nobusukea Kishija i Hayato Ikede.
Od srpnja 1961. do srpnja 1962. Satō je bio ministar međunarodne trgovine i industrije. 1964. bio je ministar zadužen za organizaciju Ljetnih olimpijskih igara 1964. godine.

## Premijer
Satō je naslijedio Ikedu na mjestu premijera 1964. Bio je popularan među mnogim građanima Japana, zbog rastuće ekonomije. Pokušao je pronaći političku ravnotežu između želja Sjedinjenih Američkih Država i Kine, ali u većini velikih događaja, Satōova vlada podržavala je izbor Sjedinjenih Američkih Država. Satō je više puta odbijao dopustiti predstavnicima Narodne Republike Kine ulazak u Japan. Održavao je bliske veze s Tajvanom. Njegova potpora Sigurnosnom sporazumu između Japana i Sjedinjenih Američkih Država, kao i potpora Japana američkim trupama u Vijetnamskom ratu, izazvali su prosvjede među studentima. Ti su prosvjedi postali toliko ozbiljni, da je 1969. Satō bio prisiljen zatvoriti Sveučilište u Tokiju na godinu dana.
Prihvatio je politiku protiv proizvodnje i posjedovanja nuklearnog oružja u Japanu 1967. godine. Također je učinio Japan članom Ugovora o neširenju nuklearnog oružja. To mu je donijelo Nobelovu nagradu za mir 1974.
Satō je pregovarao s američkim predsjednicima Lyndonom Johnsonom i Richardom Nixonom, da vrati Okinawu, koja je bila u američkim rukama od kraja Drugog svjetskog rata. Godine 1969. njih dvojica su postigli dogovor da Amerikanci mogu zadržati svoje vojne baze na tom području, ali da će Okinawa ponovno postati japanski teritorij. Okinawa je službeno predana Japanu 1971.
Satō je dva puta ponovno biran. Odlučio je ne ići u četvrti nakon trećeg premijerskog mandata. Ukupno je bio premijer neprekidno 8 godina i 2 mjeseca. Bio je rekorder sve do premijera Shinzo Abea (2012. – 2020.)